# Malaxis monophyllos
Malaxis monophyllos (L.) Sw., 1800 è una pianta appartenente alla famiglia delle Orchidacee.

## Etimologia
Deve il suo epiteto specifico (monophyllos) alla presenza di un'unica foglia; mentre quello generico (Malaxis) deriva dal greco (malakos = tenero, soffice, leggero) e potrebbe riferirsi alla consistenza delle foglie.
Il binomio scientifico di questa pianta inizialmente era Ophrys monophyllos, proposta dal naturalista svedese Linneo (1707 - 1778) in una pubblicazione del 1753, modificato successivamente in quello attualmente accettato (Malaxis monophyllos), proposto dal naturalista, botanico e tassonomista svedese Olof Peter Swartz (1760 – 1816) in una pubblicazione del 1800.

## Descrizione

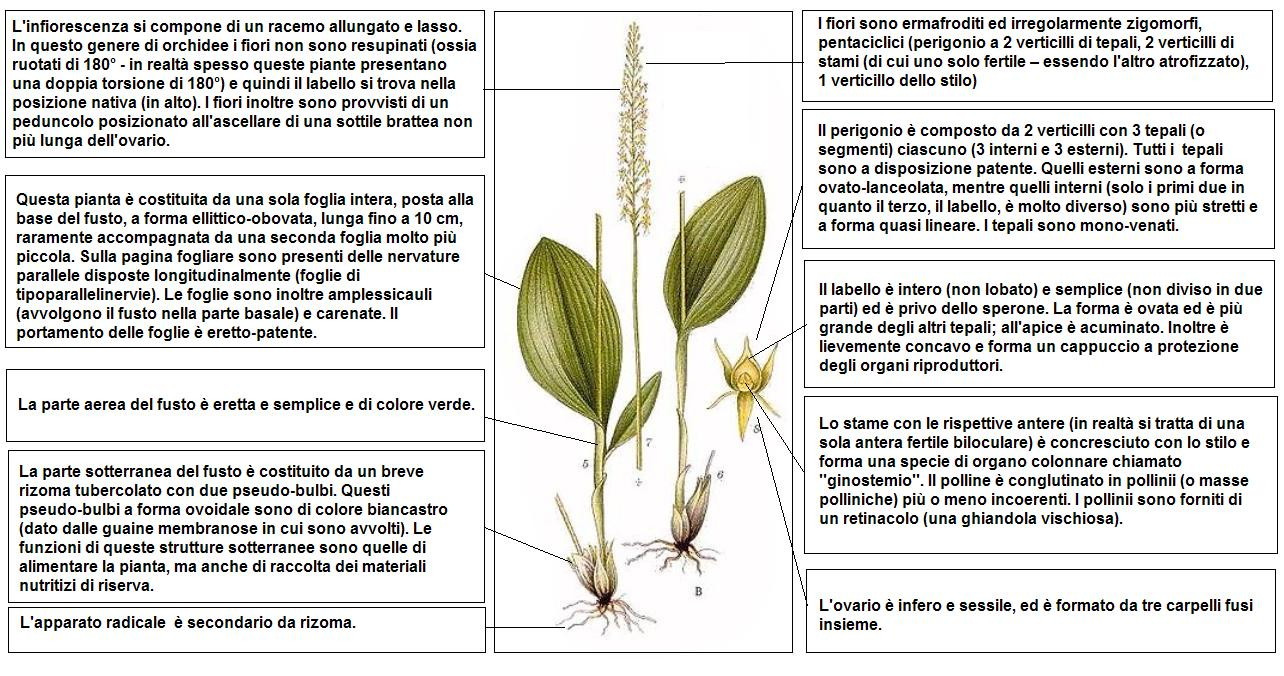
Descrizione delle parti della pianta

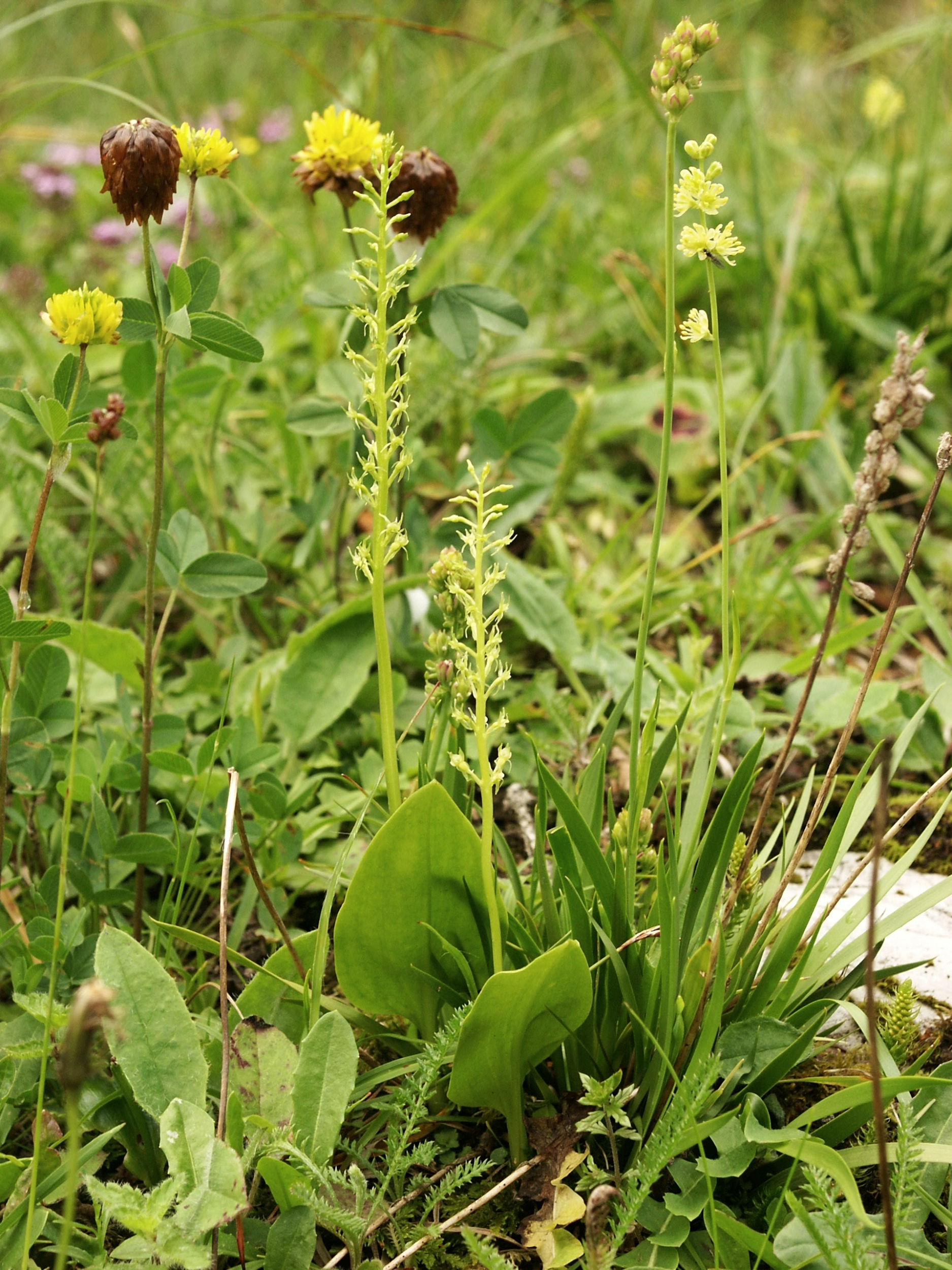
Il portamento

L'altezza di queste piante può arrivare fino a 30 cm (minimo 10 cm); non sono piante molto appariscenti e sono inoltre piuttosto gracili. La forma biologica è geofita rizomatosa (G rhiz), sono piante perenni erbacee che portano le gemme in posizione sotterranea. Durante la stagione avversa non presentano organi aerei e le gemme si trovano in organi sotterranei chiamati rizomi; dei fusti sotterranei dai quali, ogni anno, si dipartono radici e fusti aerei.  È un'orchidea terrestre in quanto contrariamente ad altre specie, non è “epifita”, ossia non vive a spese di altri vegetali di maggiori proporzioni.

### Radici
L'apparato radicale  è secondario da rizoma.

### Fusto
- Parte ipogea: la parte sotterranea del fusto è costituito da un breve rizoma tubercolato con due pseudo-bulbi. Questi pseudo-bulbi a forma ovoidale sono di colore biancastro (dato dalle guaine membranose in cui sono avvolti). Le funzioni di queste strutture sotterranee sono quelle di alimentare la pianta, ma anche di raccolta dei materiali nutritizi di riserva. Dimensione dei pseudo-bulbi: larghezza 4 – 5 mm; lunghezza 6 – 8 mm.
- Parte epigea: la parte aerea è eretta e semplice e di colore verde. Il fusto è glabro.

### Foglie

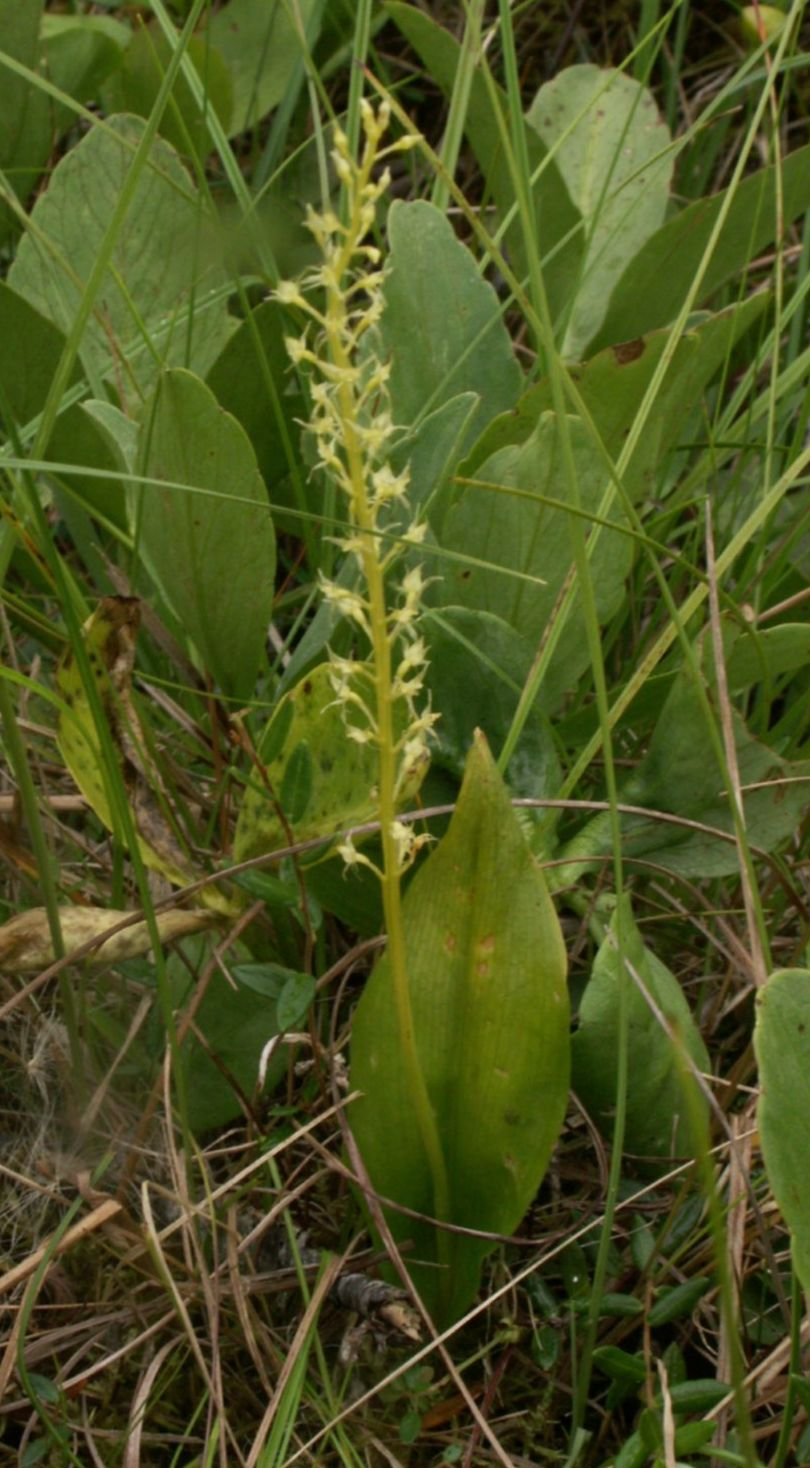
La foglia

Questa pianta è costituita da una sola foglia intera, posta alla base del fusto, a forma ellittico-obovata, lunga fino a 10 cm, raramente accompagnata da una seconda foglia molto più piccola. Sulla pagina fogliare sono presenti delle nervature parallele disposte longitudinalmente (foglie di tipo parallelinervie). Le foglie sono inoltre amplessicauli (avvolgono il fusto nella parte basale) e carenate. Il portamento delle foglie è eretto-patente. Dimensione delle foglie: larghezza 1 – 2 cm; lunghezza 3 –  4 cm (massimo 10 cm).

### Infiorescenza
L'infiorescenza si compone di un racemo allungato e lasso. In questo genere di orchidee i fiori non sono resupinati (ossia ruotati di 180° - in realtà spesso queste piante presentano una doppia torsione per un totale di 360°) e quindi il labello si trova nella posizione nativa (in alto). I fiori inoltre sono provvisti di un peduncolo posizionato all'ascella di una sottile brattea non più lunga dell'ovario.  Lunghezza dell'infiorescenza: 6 – 15 cm. Lunghezza del peduncolo: 2 – 3 mm. Lunghezza delle brattee : 3 mm.

### Fiore

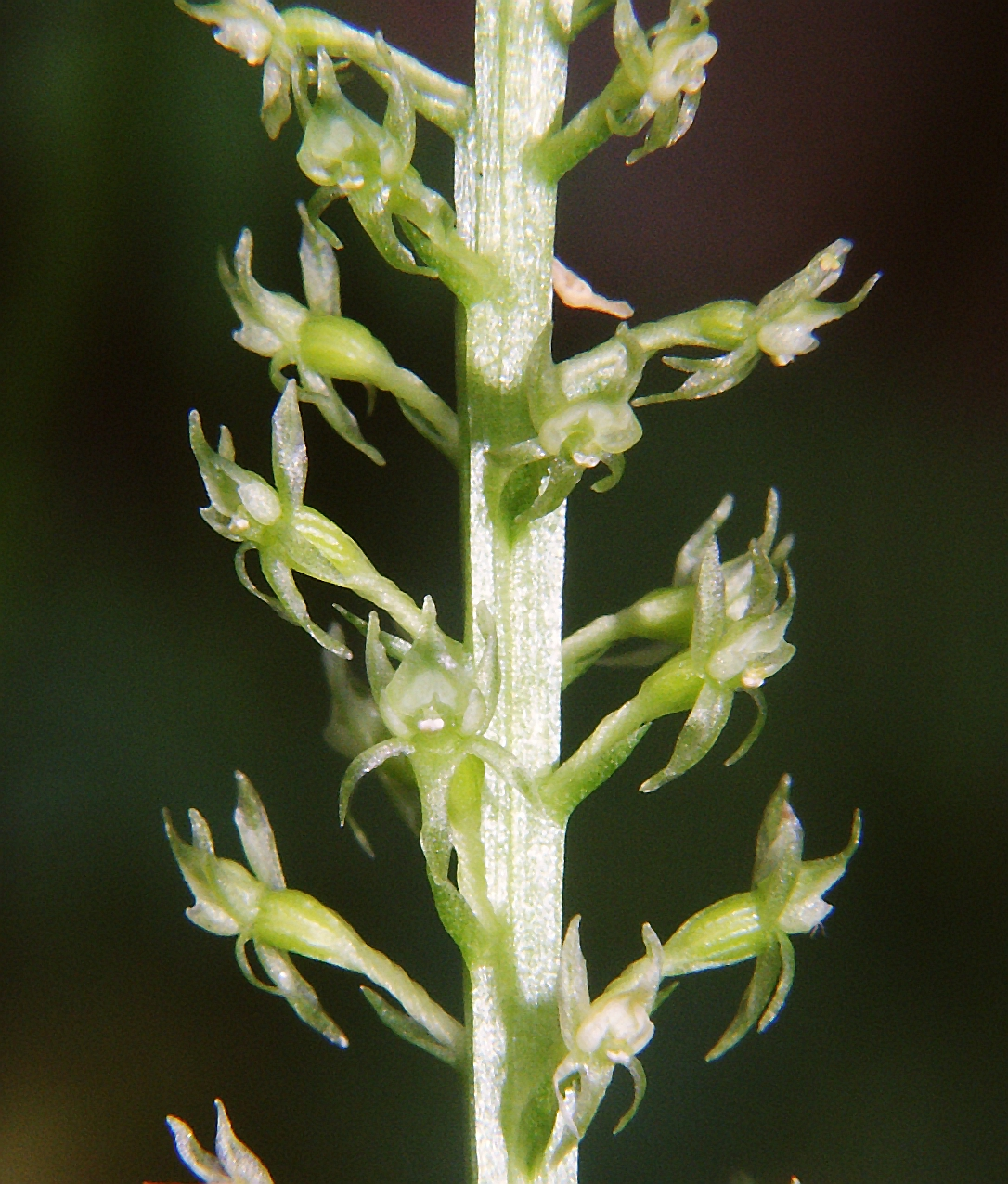
I fiori

I fiori sono ermafroditi ed irregolarmente zigomorfi, pentaciclici (perigonio a 2 verticilli di tepali, 2 verticilli di stami (di cui uno solo fertile – essendo l'altro atrofizzato), 1 verticillo dello stilo). I fiori sono nettariferi; il colore è verdastro con sfumature gialle. Dimensione dei fiori: 4 – 5 mm.
- Formula fiorale: per queste piante viene indicata la seguente formula fiorale:

X, P 3+3, [A 1, G (3)], infero, capsula
- Perigonio: il perigonio è composto da 2 verticilli con 3 tepali (o segmenti) ciascuno (3 interni e 3 esterni). Tutti i tepali sono a disposizione patente. Quelli esterni sono a forma ovato-lanceolata, mentre quelli interni (solo i primi due in quanto il terzo, il labello, è molto diverso) sono più stretti e a forma quasi lineare. I tepali sono mono-venati. Dimensione dei tepali esterni:  larghezza 0,8 – 1,4 mm; lunghezza: 2 – 4 mm. Dimensione dei tepali interni:  larghezza 0,3 mm; lunghezza: 1,5  – 3,5 mm.
- Labello: il labello è intero (non lobato) e semplice (non diviso in due parti) ed è privo dello sperone. La forma è ovata ed è più grande degli altri tepali; all'apice è acuminato. Inoltre è lievemente concavo e forma un cappuccio a protezione degli organi riproduttori.
- Ginostemio: lo stame con le rispettive antere (in realtà si tratta di una sola antera fertile biloculare) è concresciuto con lo stilo e forma una specie di organo colonnare chiamato ginostemio[6]. Il polline è conglutinato in pollinii (o masse polliniche) più o meno incoerenti. I pollinii sono forniti di un retinacolo (una ghiandola vischiosa). L'ovario è infero e sessile, ed è formato da tre carpelli fusi insieme[4]. Lunghezza dell'ovario : 3 mm. Lunghezza del ginostemio: 1 mm.
- Fioritura: Fiorisce da giugno a agosto.

### Frutti
Il frutto è una capsula obvoide pedicellata con diverse coste e deiscente per alcune di queste. Al suo interno sono contenuti numerosi minutissimi semi piatti. Questi semi sono privi di endosperma e gli embrioni contenuti in essi sono poco differenziati in quanto formati da poche cellule. Queste piante vivono in stretta simbiosi con micorrize endotrofiche, questo significa che i semi possono svilupparsi solamente dopo essere infettati dalle spore di funghi micorrizici (infestazione di ife fungine). Questo meccanismo è necessario in quanto i semi da soli hanno poche sostanze di riserva per una germinazione in proprio. Dimensioni della capsula: larghezza 4 mm: lunghezza 6 – 7 mm. Lunghezza del pedicello: 2,5 – 3 mm.

## Biologia
La riproduzione avviene in due modi diversi: 
- per via sessuata grazie all'impollinazione degli insetti pronubi; ma la germinazione dei semi è condizionata dalla presenza di funghi specifici (i semi sono privi di albume – vedi sopra).
- per via vegetativa in quanto il rizoma possiede la funzione vegetativa per cui può emettere gemme avventizie capaci di generare nuovi individui.

## Distribuzione e habitat
- Geoelemento: il tipo corologico (area di origine) è Circumboreale / Eurosiberiano. Ha un areale  che si estende dal Nord America all'Eurasia (Tibet, Cina, Giappone, Mongolia).
- Distribuzione: In Europa è presente dalla Scandinavia alle Alpi fino ai Carpazi; è assente in Europa occidentale. La presenza in Italia è limitata alle regioni alpine centro-orientali (province di SO TN BZ BL UD) ove è considerata una specie rara. Si trova anche nella Svizzera orientale e in Austria.
- Habitat: predilige le radure boschive di conifere (schiarite dei boschi, tagli forestali e margini boschivi) e i prati umidi in vicinanza di acqua sorgiva o lungo le scarpate dei corsi d'acqua. Il substrato preferito è sia calcareo che calcare-siliceo con pH basico, bassi valori nutrizionali del terreno che deve essere umido.
- Distribuzione altitudinale: sui rilievi queste piante si possono trovare da 700 fino a 1900 m s.l.m.; frequentano quindi i seguenti piani vegetazionali: collinare, montano e in parte subalpino.

### Fitosociologia
Dal punto di vista fitosociologico Malaxis monophyllos appartiene alla seguente comunità vegetale:
Formazione: delle comunità forestali 
Classe: Carpino-Fagetea
Ordine: Fraxinetalia

## Tassonomia
Il numero cromosomico di M. monophyllos è 2n = 30 (altre analisi hanno data dei valori di 2n = 60).

### Varietà
Sono state descritte le seguenti varietà:
- Malaxis monophyllos var. brachypoda (A.Gray) P.Morris & Eames
- Malaxis monophyllos var. obtusa Tsukaya & H.Okada (2000)

### Specie simili
Diverse orchidee spontanee del territorio italiano si presentano con infiorescenze poco appariscenti e colorazioni tendenti al verde, e quindi confondibili una con l'altra. Qui, brevemente, elenchiamo alcune di queste specie, oltre a quella di questa voce (le varie differenze sono documentate nelle rispettive voci dell'enciclopedia):
- Liparis loeselii  (L.) Rich. - Liparide
- Listera cordata (L.) Rich. - Listera minore
- Listera ovata (L.) Rich. - Listera maggiore
- Corallorhiza trifida Châtel. - Coralloriza
- Malaxis paludosa (L.) Sw. - Hammaribia delle paludi

## Conservazione
La Lista rossa IUCN classifica Malaxis monophyllos come specie prossima alla minaccia di estinzione (Near Threatened).